# Roadcraft UK

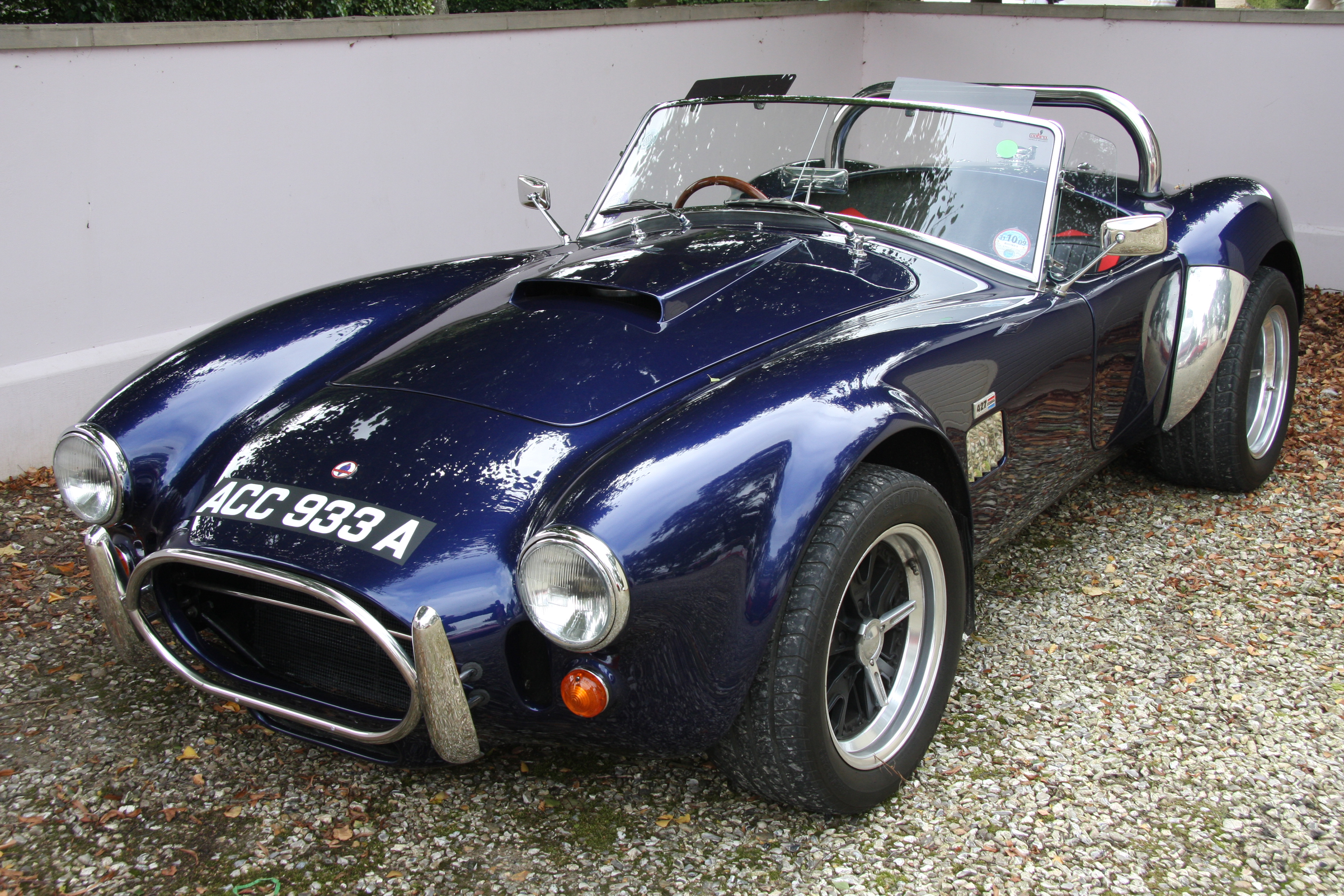
Southern Roadcraft SR V8

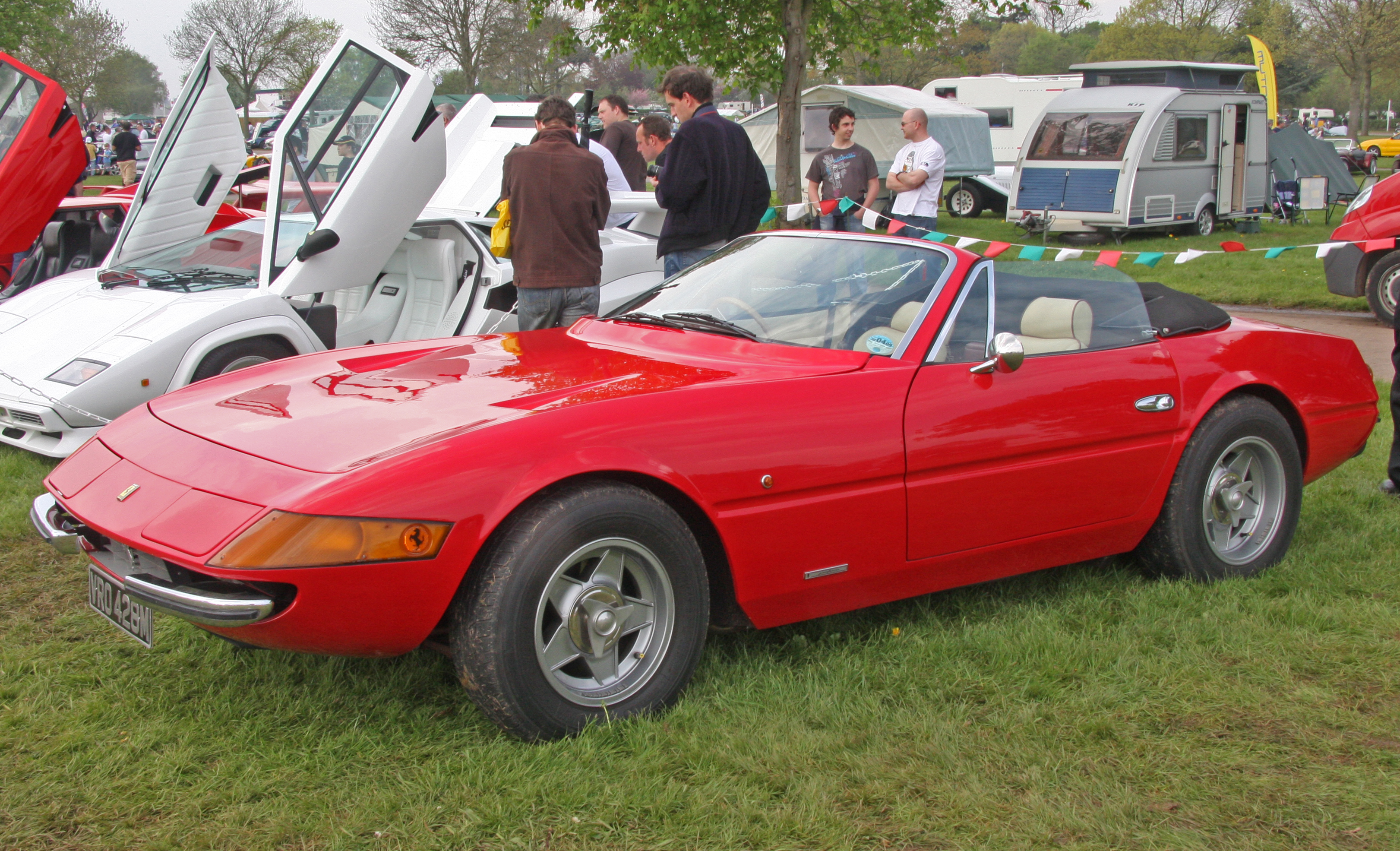
Southern Roadcraft SR V12

Roadcraft UK Limited, zuvor Southern Roadcraft Limited, war ein britischer Hersteller von Automobilen.

## Unternehmensgeschichte
Die Brüder Ian und Brian Nicholls gründeten 1984 das Unternehmen Southern Roadcraft Limited in Portslade in der Grafschaft West Sussex. Sie begannen mit der Produktion von Automobilen und Kits. Der Markenname lautete Southern Roadcraft. 1987 erfolgte der Umzug nach Southwick bei Brighton in West Sussex und 1994 nach Lancing in West Sussex. Ab 1994 firmierte das Unternehmen als Roadcraft UK Limited, als Geoff Mills die Leitung übernahm. 1999 endete die Produktion. Insgesamt entstanden etwa 720 Exemplare.
Madgwick Cars aus Pagham setzte die Produktion eines Modells ab 2003 fort.

## Fahrzeuge
Das erste und bestverkaufte Modell SR V8 war eine Nachbildung des AC Cobra. Ein Rohrrahmen bildete die Basis. Darauf wurde eine offene zweisitzige Karosserie montiert. Verschiedene V8-Motoren trieben die Fahrzeuge an. Von diesem Modell entstanden etwa 600 Exemplare.
Der SR V12 war dem Ferrari 365 Daytona nachempfunden. Zunächst von McBurnie Coachcraft aus den USA importiert, entwickelte das Unternehmen eine eigene Version, die ab 1988 erhältlich war. V6- und V12-Motoren von Jaguar Cars trieben die Fahrzeuge an. Bis 1993 entstanden etwa 120 Exemplare.